# Sebastian Francis Shaw
Sebastian Francis Shaw OFM (ur. 14 listopada 1957 w Padri-Jo-Goth) – pakistański duchowny katolicki, arcybiskup Lahauru od 2013.

## Życiorys
6 grudnia 1991 otrzymał święcenia kapłańskie w zakonie franciszkańskim. Pracował w domach formacyjnych dla zakonników w Lahaur oraz w Karaczi. W latach 1999–2005 był ministrem prowincji pakistańskiej zakonu.
14 lutego 2009 papież Benedykt XVI mianował go biskupem pomocniczym archidiecezji Lahaur ze stolicą tytularną Tinum. Sakry biskupiej udzielił mu 25 kwietnia 2009 bp Lawrence John Saldanha. 
14 listopada 2013 papież Franciszek mianował go ordynariuszem archidiecezji Lahaur.
Paliusz otrzymał z rąk papieża Franciszka w dniu 29 czerwca 2014.